# Krzykała
Krzykała – grupa skał w orograficznie lewych zboczach Doliny Sąspowskiej w Ojcowskim Parku Narodowym (OPN). Znajdują się w lesie po wschodniej stronie ścieżki od parkingu na Złotej Górze do dna Doliny Sąspowskiej.
Skały zbudowane są z późnojurajskich wapieni. Ze ścieżki szlaku turystycznego są widoczne tylko w okresie zimowo-wiosennym. W okresie wegetacyjnym przesłaniają je liście drzew. Znajduje się w nich kilka schronisk: Schronisko z Sufitem, Schronisko Dolne w Krzykale Pierwsze, Schronisko w Krzykale Drugie, Schronisko Górne w Krzykale, Schronisko za Drzewem, Schronisko z Sufitem, Schronisko pod Krzykałą Pierwsze, Schronisko w Szczelinie, Rurka w Krzykale Druga.

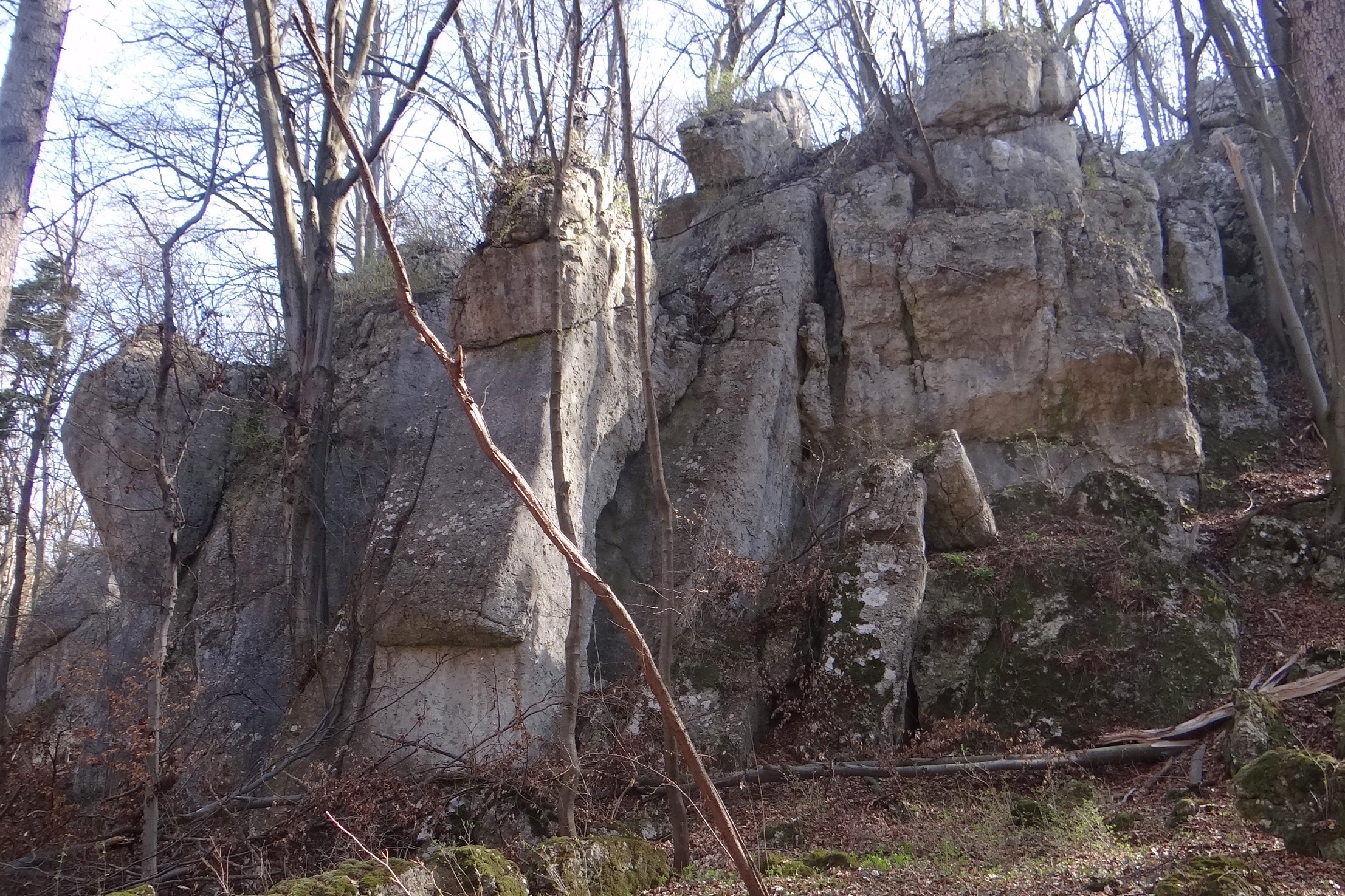
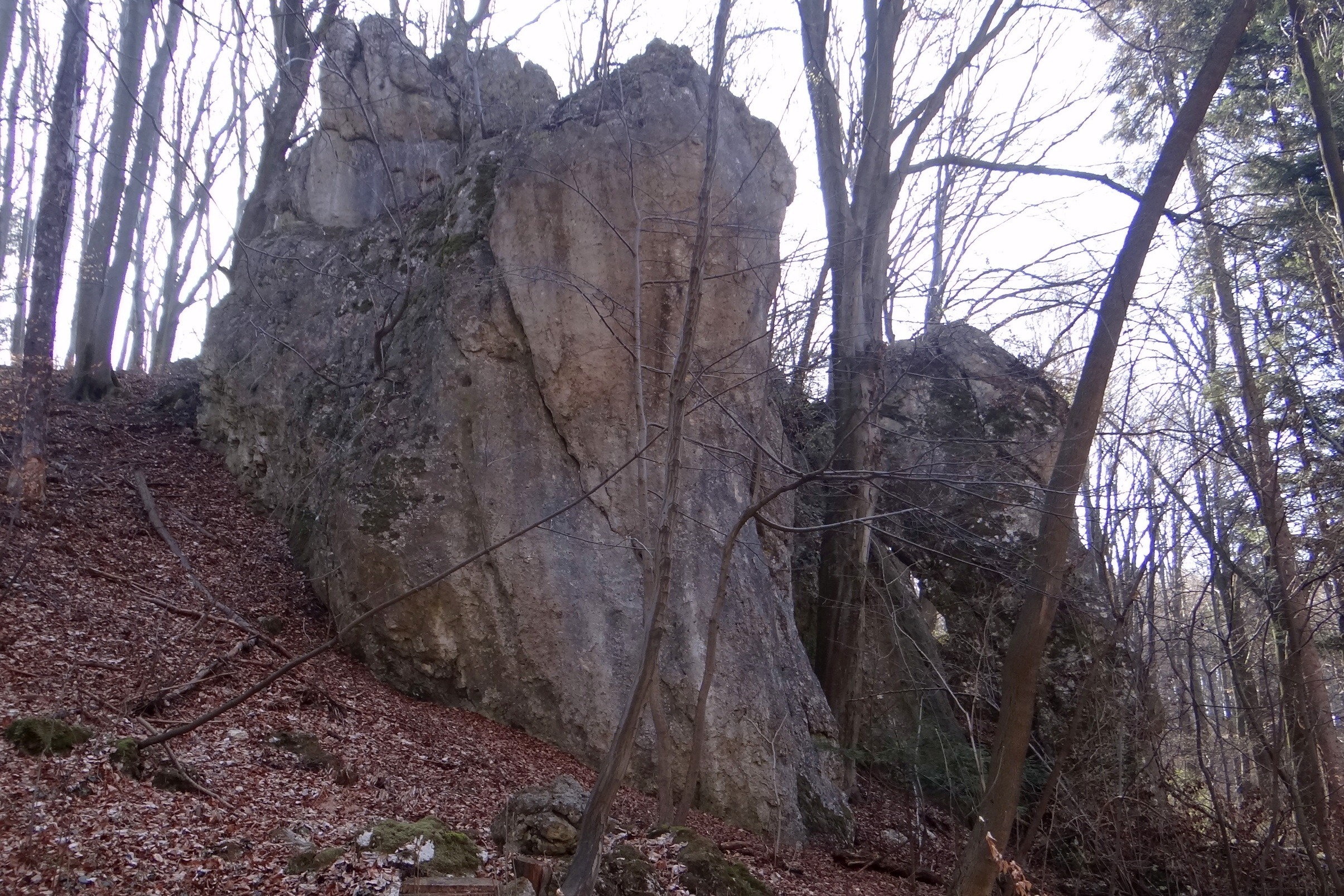
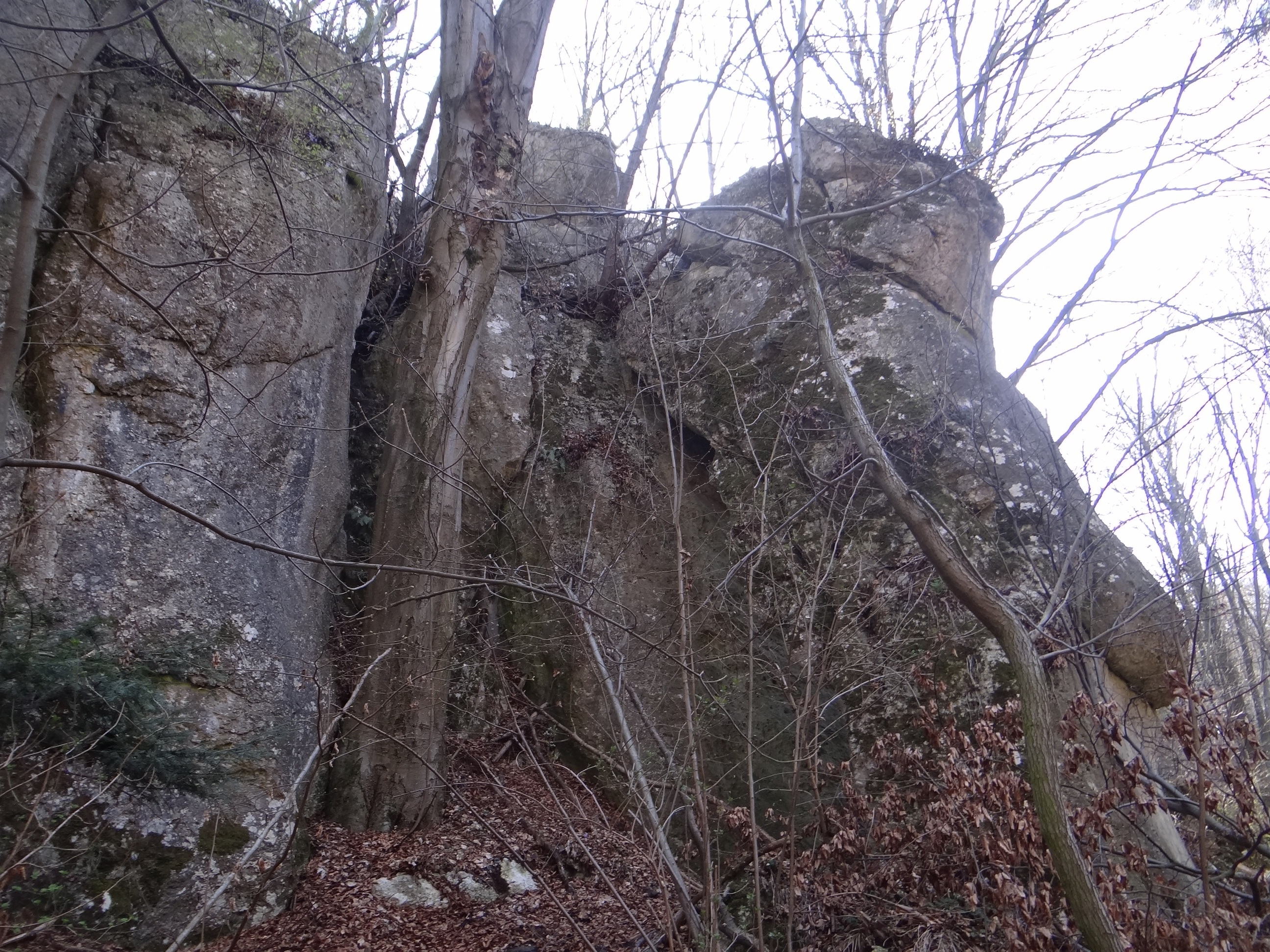